# Orthocentrus hirtus
Orthocentrus hirtus är en stekelart som beskrevs av Pierre L. G. Benoit 1955. Orthocentrus hirtus ingår i släktet Orthocentrus och familjen brokparasitsteklar. Inga underarter finns listade i Catalogue of Life.